# Glenwood (Iowa)
Glenwood is een plaats (city) in de Amerikaanse staat Iowa, en valt bestuurlijk gezien onder Mills County.

## Demografie
Bij de volkstelling in 2000 werd het aantal inwoners vastgesteld op 5358. In 2006 is het aantal inwoners door het United States Census Bureau geschat op 5769, een stijging van 411 (7,7%).

## Geografie
Volgens het United States Census Bureau beslaat de plaats een oppervlakte van 6,7 km², geheel bestaande uit land. Glenwood ligt op ongeveer 310 m boven zeeniveau.

## Plaatsen in de nabije omgeving
De onderstaande figuur toont nabijgelegen plaatsen in een straal van 20 km rond Glenwood.